# خلية تحليل كهربائي

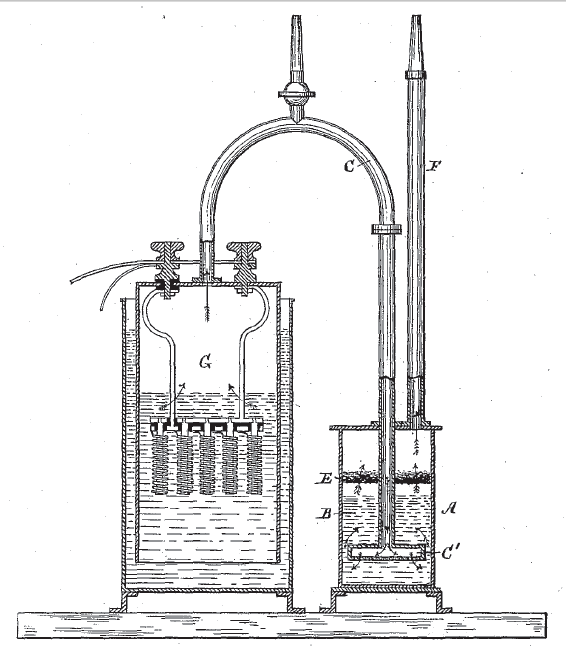

خلية تحليل الكهريائي هي عبارة عن جهاز يقوم بتحليل الماء الي عنصريه وهما الأكسجين والهيدروجين حيث يتم تخزين الاوكسجين والهيدروجين في خزانات كل علي حدة لحين الحاجة لاستخدامه.
تتركب الخلية من قطبين أحدهما يتصل بالطرف السالب والاخر بالطرف الموجب وكما لاحظنا يستخدم التيار المستمر وليس التيار المتردد مع مثل هذه الخلايا وأفضل أنواع المياه المستخدمة هي مياه البحر نظرا لوجود نسبة عالية من الملوحة إذا هذه الخلية تستطيع تحويل مياه البحر إلى طاقة سوف تحل محل الوقود الاحفوري وهو النفط ومثل هذه الخلايا إذا ما زودت بالتيار الكهربي وماء البحر لن تتوقف عن تزويدنا بالغازات وهنالك عنصر يتبقي ويتراكم داخل الخلية وهو الماء الثقيل والكل يعرف أهمية الماء الثقيل مع ملاحظة اننا باستطاعتنا تركيب الألواح الشمسية ومراوح الرياح واستغلال التيار الكهربائي المتولد منهما لتشغيل مثل هذه الخلايا.